# Wechselsprung

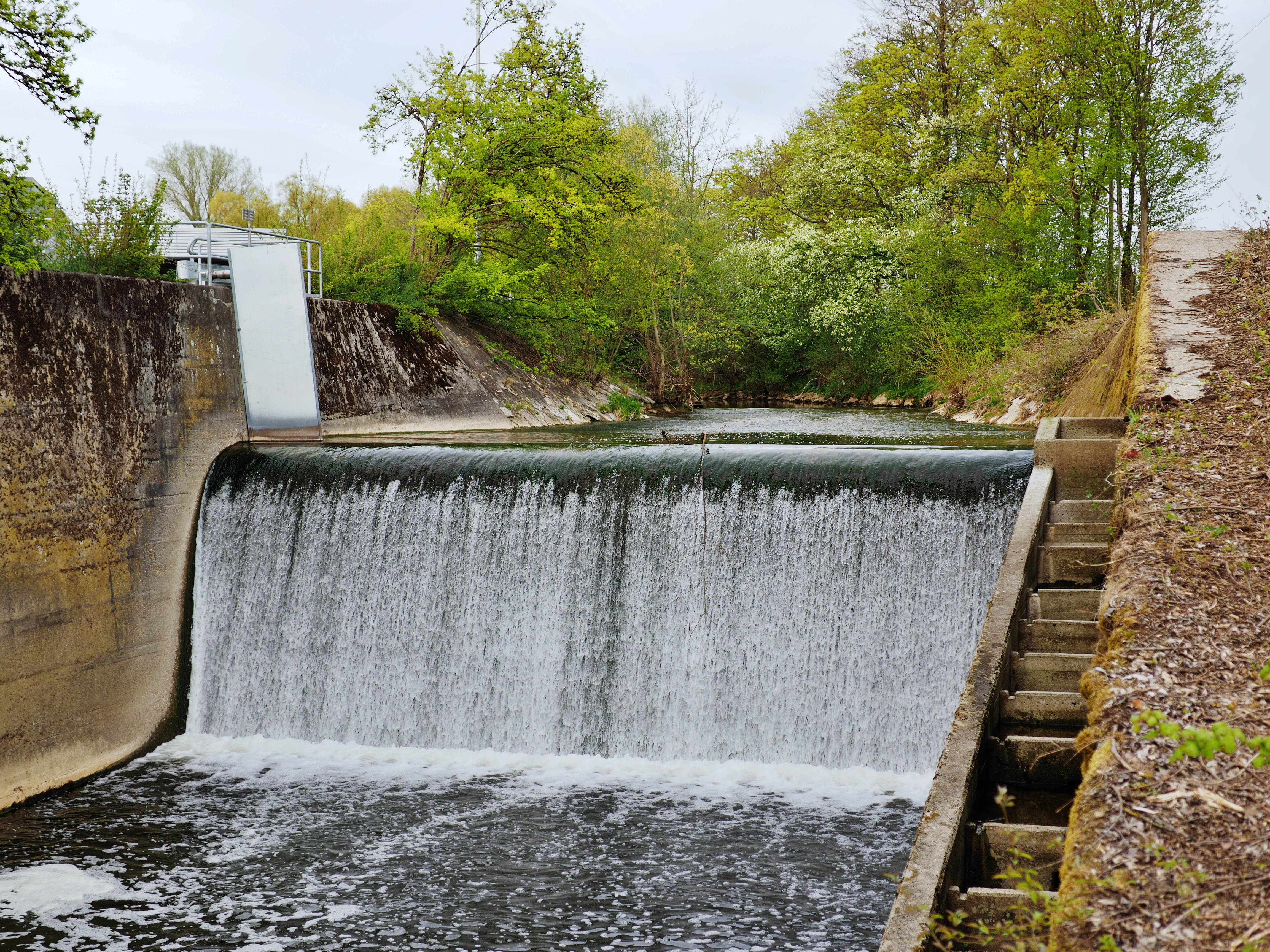
Strömen und Schießen an einem Überfallwehr: Knapp unterhalb der Wehrkrone geht der Abfluss vom Strömen zum Schießen über, löst sich in einzelne fallende Wasserschwaden auf und wird „weiß“. Unten in der Wasserwalze vor dem fallenden Wasser springt sie vom Schießen zum Strömen.

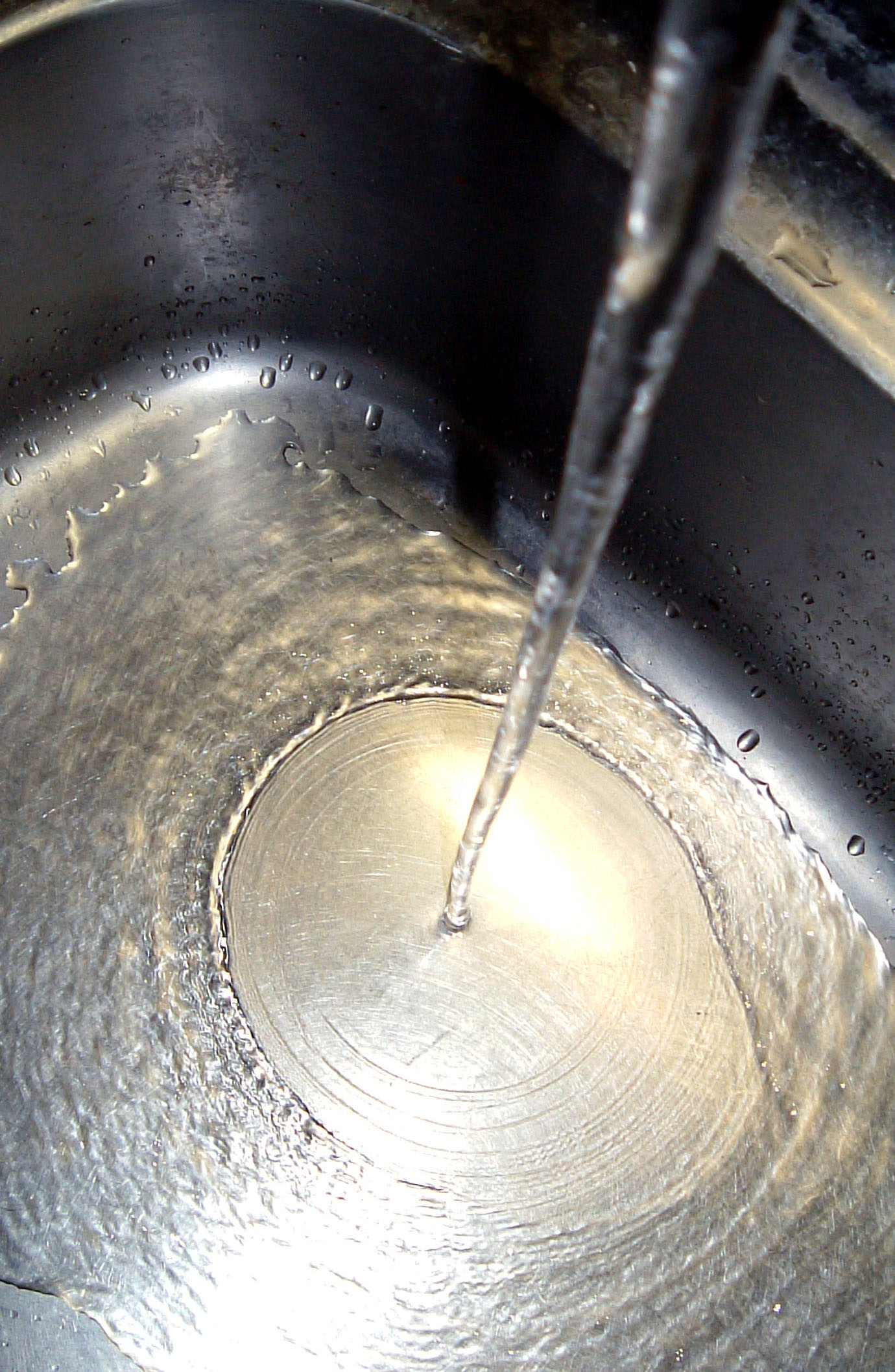
Hydraulischer Sprung im Waschbecken. Im Zentrum besteht schießender Abfluss, der etwa kreisförmige Wellenrand markiert den Sprung zum strömenden Abfluss.

Der Wechselsprung (auch Wassersprung oder Hydraulischer Sprung) ist ein Begriff aus der Hydromechanik offener Gerinne. Es handelt sich um einen abrupten Fließwechsel von sehr schnellem zu sehr langsam fließendem Wasser. Ein hydraulischer Sprung ist z. B. die Wasserwalze.
Der umgekehrte Fall (siehe Abschnitt Abgrenzung unten) ist zwar auch ein Fließwechsel, erfolgt aber kontinuierlich.

## Abflussgeschwindigkeiten bezogen auf die Wassertiefe
Wenn der Abfluss in einem Gerinne schneller ist als die Ausbreitungsgeschwindigkeit von Störungen (Wellen), dann wird dies als schießender oder überkritischer Abfluss bezeichnet ({\displaystyle Fr>1}).
Wenn der Abfluss langsamer ist als die Ausbreitungsgeschwindigkeit von Störungen, dann wird dies als strömender oder unterkritischer Abfluss bezeichnet ({\displaystyle Fr<1}).
Zur Unterscheidung benutzt man die Froude-Zahl:
{\displaystyle Fr={\frac {v}{\sqrt {gh}}}}
mit
- v = mittlere Geschwindigkeit,
- g = Schwerebeschleunigung,
- h = Wassertiefe.

## Wechselsprung
Ein Wechselsprung entsteht beim Fließübergang vom schießenden zum strömenden Abfluss:
- Übergang erfolgt plötzlich (diskontinuierlich)
- wesentliche Energieverluste beim Hineinschießen vom Oberwasser in das Unterwasser
- Wassertiefe ist größer als die Wassergrenze
- Geschwindigkeit ist kleiner als die Geschwindigkeitsgrenze
- bei schießendem Zufluss mit Fr<1,7 erfolgt ein ondulierender bzw. gewellter Wechselsprung

Ein analoges Phänomen sind Stoßwellen in Gasströmungen. Dabei entspricht die Mach-Zahl in Gasen der Froude-Zahl in Gerinneströmungen.
Der Mechanismus der Energieumwandlung beim Wechselsprung ist demjenigen beim Brechen von Brandungswellen verwandt.

## Abgrenzung
Die andere Art von Fließübergang (kein Wechselsprung) besteht beim Übergang vom strömenden zum schießenden Abfluss:
- Voraussetzung ist die Gerinneunstetigkeit
- Veränderung der Wassertiefe ist kontinuierlich
- Geschwindigkeit ist größer als die Geschwindigkeitsgrenze.